# Mistrzostwa Europy w Zapasach 1939
18. Mistrzostwa Europy w zapasach odbywały się w 1939 roku w Oslo w Norwegii.

## Medaliści
| Konkurencja: | Złoto              | Srebro                     | Brąz            |
| ------------ | ------------------ | -------------------------- | --------------- |
| -56 kg       | Kauko Kiiseli      | Kurt Pettersén Ivar Stokke | -               |
| -61 kg       | Kustaa Pihlajamäki | Ferdinand Schmitz          | Ferenc Tóth     |
| -66 kg       | Gösta Andersson    | Yaşar Doğu                 | Lauri Koskela   |
| -72 kg       | Fritz Schäfer      | Edgar Puusepp              | Eino Virtanen   |
| -79 kg       | Ivar Johansson     | Ludwig Schweickert         | Arvi Pikkusaari |
| -87 kg       | Nils Åkerlindh     | Mustafa Çakmak             | August Neo      |
| +87 kg       | Johannes Kotkas    | John Nyman                 | Gyula Bóbis     |

## Tabela medalowa
| Lp. | Państwo    | Złoto | Srebro | Brąz |
| --- | ---------- | ----- | ------ | ---- |
| 1   | Szwecja    | 3     | 1      | 0    |
| 2   | Finlandia  | 2     | 0      | 3    |
| 3   | III Rzesza | 1     | 2      | 0    |
| 4   | Estonia    | 1     | 1      | 1    |
| 5   | Turcja     | 0     | 2      | 0    |
| 6   | Norwegia   | 0     | 1      | 0    |
| 7   | Węgry      | 0     | 0      | 2    |